# FxCop
FxCop є вільним інструментом статичного аналізу коду з Microsoft, який перевіряє .NET керований код збірки на відповідність .NET Framework Design Guidelines. На відміну від StyleCop або подібного інструмента, для С-подібних мов програмування, FxCop аналізує скомпільований об'єктний код, а не вихідний код. Він використовує CIL розбір, та аналіз графу викликів, який дає змогу оглянути вузли для більш ніж 200 різних можливих порушень стандартів кодування в наступних областях:
- COM (сумісність) - правила, які виявляють проблеми COM Interop.
- Дизайн - правила, які виявляють потенційні недоліки дизайну. Ці помилки кодування, як правило, не впливають на виконання коду.
- Глобалізація - правила, які виявляють бракуючу або неправильне використання інформації, пов'язаної з глобалізацією і локалізацією.
- Іменування - правила, які виявляють неправильний стиль, мовні колізії, та інші помилки, пов'язані з іменами типів, членів, параметри, просторів імен і зборок.
- Продуктивність - правила, які виявляють елементи в ваших збірках, які будуть погіршувати продуктивність.
- Безпека - правила, які виявляють, що програмуванні елементи залишають свої збірки уразливі для зловмисників або коду.
- Використовуване - правила, які виявляють потенційні недоліки у ваших збірках, які можуть вплинути на виконання коду.
- Ремонтопридатність - правила, які виявляють проблеми обслуговування.
- Мобільність - правила, які виявляють переносимість рішення.
- Reliability- правила, які виявляють правильне використання пам'яті і потоків.

FxCop включає в себе як GUI так і командний рядок версії інструменту. Microsoft Visual Studio 2005 і Visual Studio +2008 Team System Development Edition обидва включають властивість "аналіз коду" , засновану на FxCop. Для Visual Studio 2010, та вище, властивості статичного аналізу коду включені у Ultimate i Premium видання. FxCop 10.0 включений в Microsoft Windows SDK для Windows 7. 

## Огляд
FxCop надає інструмент, який допомагає розробникам слідувати стандартам кодування своєї компанії. FxCop робить аналіз коду, щоб перевірити, чи новий код відповідає стандартам кодування та іменування компанії. FxCop буде гарантувати, що зазначені правила застосовуються у вихідному коді.

## Дивись також
- StyleCop

## Зовнішні посилання
- Аналіз коду (у тому числі інструменти FxCop) [Архівовано 3 березня 2008 у Wayback Machine.]
- FxCop і аналізу коду: Написання власних правил [Архівовано 11 лютого 2010 у Wayback Machine.]
- FxCop 10.0 [Архівовано 28 серпня 2010 у Wayback Machine.]